# Coupe d'Islande de football 2009
La coupe d'Islande de football 2009 (VISA-bikar karla 2009) est la cinquantième édition de la compétition. Soixante-sept clubs y ont pris part.
Elle a débuté le 23 mai 2009 par le match opposant Kjalnesingar (Íþróttafélagið Höfrungur) à Elliði (Ungmennafélagið Skallagrímur).
La finale a eu lieu le 3 octobre 2009 au Laugardalsvöllur entre le Fram Reykjavík et le Breiðablik Kopavogur.
Le Breiðablik Kopavogur a remporté pour la première fois la coupe à l'issue d'un match remporté aux tirs au but 5-4 (1-1 à l'issue du temps réglementaire et 2-2 après prolongation).

## Déroulement de la compétition

### Premier tour
Les matchs de ce tour ont été joués les 23, 24 et 25 mai 2009.
| Équipe 1                     | Score  | Équipe 2                           |  |
| Kjalnesingar (-)             | 5 - 2  | Elliði (-)                         |  |
| Carl (-)                     | 3 - 0  | Gnúpverjar (-)                     |  |
| KF Berserkir (3. Deild)      | 10 - 0 | Höfrungur (-)                      |  |
| Hvöt Blönduós (2. Deild)     | 6 - 0  | Kormákur (-)                       |  |
| UMF Langnesinga (-)          | 2 - 3  | Afríka (3. Deild)                  |  |
| Augnablik (3. Deild)         | 2 - 3  | Ýmir (3. Deild)                    |  |
| Léttir (3. Deild)            | 0 - 3  | Hvíti riddarinn (3. Deild)         |  |
| KB Breiðholts (3. Deild)     | 3 - 0  | Þróttur Vogum (3. Deild)           |  |
| KÍBV (-)                     | 1 - 2  | UMF Skallagrímur (3. Deild)        |  |
| Einherji (3. Deild)          | 10 - 0 | Boltaf. Norðfj. (-)                |  |
| Völsungur Húsavík (3. Deild) | 1 - 2  | Dalvík/Reynir (3. Deild)           |  |
| Magni Grenivík (2. Deild)    | 2 - 1  | Tindastóll Sauðárkrókur (2. Deild) |  |
| KFG (3. Deild)               | 0 - 2  | Árborg (3. Deild)                  |  |
| KV (3. Deild)                | 5 - 2  | Ægir (3. Deild)                    |  |
| KFR (3. Deild)               | 1 - 2  | KFS Vestmannaeyjar (3. Deild)      |  |

 *  - après prolongation

 **  - aux tirs au but

### Deuxième tour
Les matchs de ce tour ont été joués les 1er et 2 juin 2009.

Ce tour voit l'entrée en lice des clubs de 1. deild karla.
| Équipe 1                        | Score | Équipe 2                           |        |
| Einherji (3. Deild)             | 3 - 0 | Huginn Seyðisfjörður (3. Deild)    |        |
| Víðir Garður (2. Deild)         | 2 - 1 | KFS Vestmannaeyjar (3. Deild)      |        |
| Ýmir (3. Deild)                 | 5 - 6 | Vikingur Ólafsvík (1. Deild)       | *      |
| UMF Skallagrímur (3. Deild)     | 1 - 4 | Haukar Hafnarfjörður (1. Deild)    | *      |
| KB Breiðholts (3. Deild)        | 1 - 2 | KV (3. Deild)                      |        |
| KA Akureyri (1. Deild)          | 4 - 1 | Dalvík/Reynir (3. Deild)           | *      |
| UMF Njarðvík (2. Deild)         | 3 - 0 | Hvíti riddarinn (3. Deild)         |        |
| HK Kopavogur (1. Deild)         | 9 - 1 | Afríka (3. Deild)                  |        |
| Carl (-)                        | 2 - 1 | Kjalnesingar (-)                   | *      |
| Grótta Seltjarnarnes (2. Deild) | 5 - 0 | Hamar Hveragerði (2. Deild)        |        |
| Leiknir Reykjavík (1. Deild)    | 3 - 3 | UMF Selfoss (1. Deild)             | ** 1-4 |
| Höttur Egilsstaðir (2. Deild)   | 8 - 1 | Sindri Höfn (3. Deild)             |        |
| KF Fjarðabyggðar (1. Deild)     | 9 - 0 | Leiknir F (3. Deild)               |        |
| Þór Akureyri (1. Deild)         | 2 - 1 | Magni Grenivík (2. Deild)          |        |
| KS/Leiftur (2. Deild)           | 3 - 3 | Hvöt Blönduós (2. Deild)           | ** 4-5 |
| ÍH/HV (2. Deild)                | 1 - 3 | Afturelding Mosfellsbær (1. Deild) |        |
| G Grindavík (-)                 | 0 - 4 | Reynir Sandgerði (2. Deild)        |        |
| ÍA Akranes (1. Deild)           | 5 - 0 | KF Berserkir (3. Deild)            |        |
| Árborg (3. Deild)               | 0 - 2 | Víkingur Reykjavík (1. Deild)      |        |
| Álftanes (3. Deild)             | 3 - 2 | IR Reykjavik (1. Deild)            |        |

 *  - après prolongation

 **  - aux tirs au but

### Seizièmes de finale
Les matchs de ce tour ont été joués les 17 et 18 juin 2009.

Il voit l'entrée en lice des clubs de première division.
| Équipe 1                             | Score | Équipe 2                               |        |
| Haukar Hafnarfjörður (1. Deild)      | 0 - 1 | KF Fjarðabyggðar (1. Deild)            | *      |
| Þór Akureyri (1. Deild)              | 3 - 1 | Vikingur Ólafsvík (1. Deild)           |        |
| UMF Selfoss (1. Deild)               | 2 - 2 | Höttur Egilsstaðir (2. Deild)          | ** 1-3 |
| Reynir Sandgerði (2. Deild)          | 2 - 1 | KV (3. Deild)                          |        |
| Fram Reykjavík (Landsbankadeild)     | 2 - 1 | UMF Njarðvík (2. Deild)                |        |
| KA Akureyri (1. Deild)               | 3 - 1 | Afturelding Mosfellsbær (1. Deild)     |        |
| ÍBV Vestmannaeyjar (Landsbankadeild) | 3 - 2 | Víkingur Reykjavík (1. Deild)          |        |
| Víðir Garður (2. Deild)              | 0 - 0 | Þróttur Reykjavík (Landsbankadeild)    | ** 3-2 |
| Grótta Seltjarnarnes (2. Deild)      | 0 - 2 | KR Reykjavík (Landsbankadeild)         |        |
| Hvöt Blönduós (2. Deild)             | 0 - 2 | Breiðablik Kopavogur (Landsbankadeild) |        |
| Fjölnir Reykjavík (Landsbankadeild)  | 0 - 2 | HK Kopavogur (1. Deild)                |        |
| Fylkir Reykjavík (Landsbankadeild)   | 7 - 3 | Stjarnan Garðabær (Landsbankadeild)    |        |
| Carl (-)                             | 0 - 3 | FH Hafnarfjörður (Landsbankadeild)     |        |
| Valur Reykjavík (Landsbankadeild)    | 3 - 0 | UMF Álftanes (3. Deild)                |        |
| UG Grindavík (Landsbankadeild)       | 3 - 1 | ÍA Akranes (1. Deild)                  |        |
| ÍBK Keflavík (Landsbankadeild)       | 2 - 0 | Einherji (3. Deild)                    |        |

 *  - après prolongation

 **  - aux tirs au but

### Huitièmes de finale
Les matchs de ce tour ont été joués les 5 et 6 juillet 2009.

| Équipe 1                               | Score | Équipe 2                           |   |
| ÍBV Vestmannaeyjar (Landsbankadeild)   | 2 - 3 | FH Hafnarfjörður (Landsbankadeild) | * |
| ÍBK Keflavík (Landsbankadeild)         | 2 - 1 | Þór Akureyri (1. Deild)            |   |
| Breiðablik Kopavogur (Landsbankadeild) | 3 - 1 | Höttur Egilsstaðir (2. Deild)      | * |
| Fram Reykjavík (Landsbankadeild)       | 1 - 0 | UG Grindavík (Landsbankadeild)     | * |
| Fylkir Reykjavík (Landsbankadeild)     | 6 - 1 | KF Fjarðabyggðar (1. Deild)        |   |
| Valur Reykjavík (Landsbankadeild)      | 3 - 2 | KA Akureyri (1. Deild)             | * |
| Víðir Garður (2. Deild)                | 0 - 2 | KR Reykjavík (Landsbankadeild)     |   |
| HK Kopavogur (1. Deild)                | 5 - 2 | Reynir Sandgerði (2. Deild)        | * |

 *  - après prolongation

### Quarts de finale
Les matchs de ce tour ont eu lieu le 29 et 30 juillet 2009.

| Équipe 1                          | Score | Équipe 2                               |  |
| Fram Reykjavík (Landsbankadeild)  | 2 - 0 | Fylkir Reykjavík (Landsbankadeild)     |  |
| HK Kopavogur (1. Deild)           | 0 - 1 | Breiðablik Kopavogur (Landsbankadeild) |  |
| ÍBK Keflavík (Landsbankadeild)    | 3 - 1 | FH Hafnarfjörður (Landsbankadeild)     |  |
| Valur Reykjavík (Landsbankadeild) | 1 - 3 | KR Reykjavík (Landsbankadeild)         |  |

### Demi-finales
Les matchs de ce tour ont eu lieu le 12 et 13 septembre 2009. Les 2 matchs se sont déroulés au Laugardalsvöllur de Reykjavik.
| Équipe 1                         | Score | Équipe 2                               |  |
| Fram Reykjavík (Landsbankadeild) | 1 - 0 | KR Reykjavík (Landsbankadeild)         |  |
| ÍBK Keflavík (Landsbankadeild)   | 2 - 3 | Breiðablik Kopavogur (Landsbankadeild) |  |

### Finale
La finale s'est déroulée le 3 octobre 2009 au Laugardalsvöllur de Reykjavik. Ce fut le 66e et dernier match de la coupe d'Islande 2009.

Ce match a été remporté par le Breiðablik Kopavogur par 5 tirs au but à 4. Le score était de 1-1 à la fin du temps règlementaire et 2-2 à la fin des prolongations.
| Équipe 1                         | Score | Équipe 2                               |        |
| Fram Reykjavík (Landsbankadeild) | 2-2   | Breiðablik Kopavogur (Landsbankadeild) | ** 4-5 |

 **  - aux tirs au but

## Source
- Résultats de la Coupe d'Islande 2009 sur le site de la fédération islandaise de football